# Breedtegraad

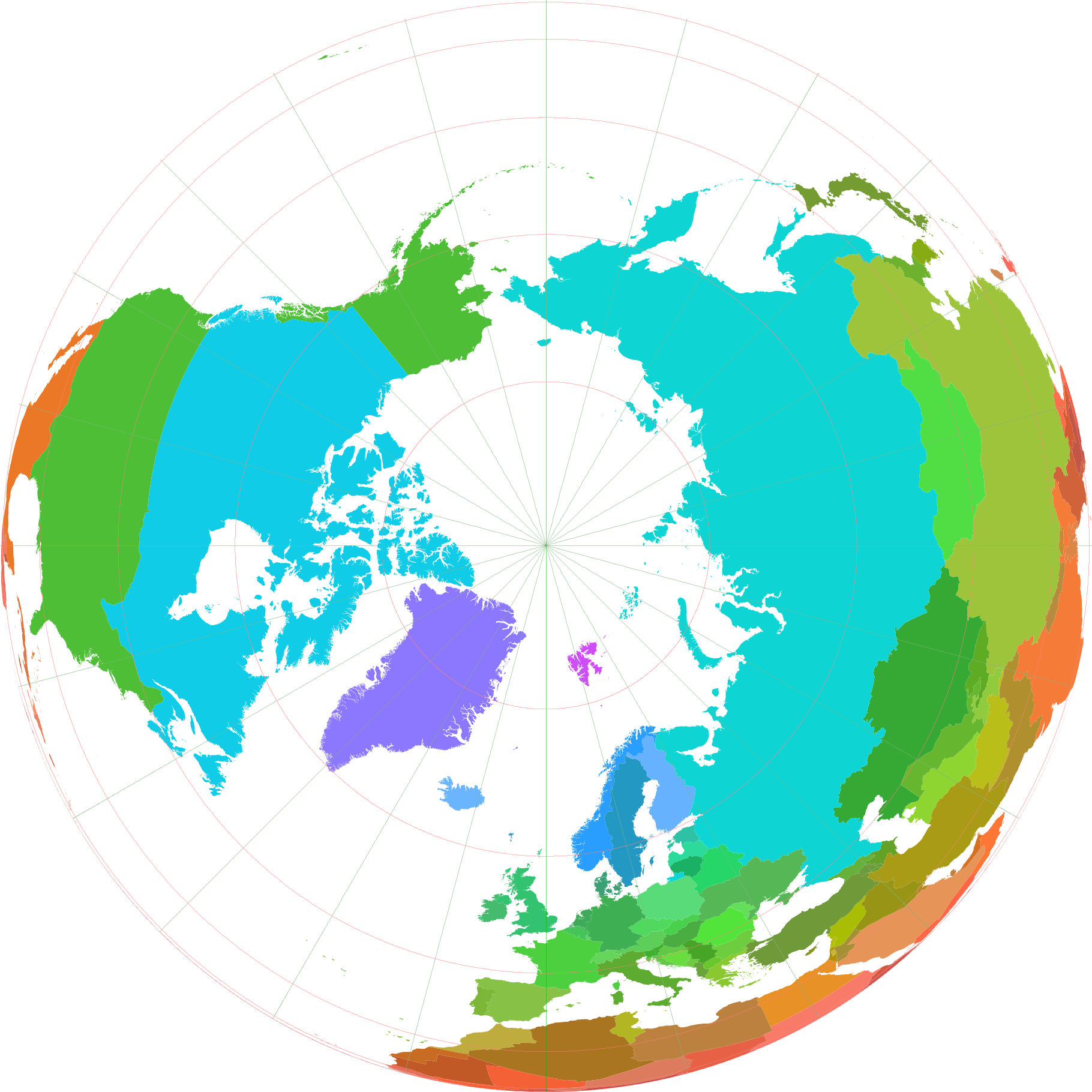
Kaart van de wereld gezien vanaf recht boven de Noordpool. De parallellen lopen circulair met verschillende radii.

De breedtegraad of latitude is samen met de lengtegraad een geografische positieaanduiding. De breedtegraad geeft de noord-zuidpositie aan ten opzichte van de evenaar.
De breedtegraad wordt ook wel kortweg breedte genoemd, vooral in samenstellingen. Als het de Aarde betreft wordt een van de varianten van de breedtegraad bijvoorbeeld geografische breedte genoemd. De breedtegraad van een plek op Aarde is de hoek die de lijn loodrecht op het model van de Aarde met het vlak van de evenaar maakt. De breedtegraad varieert van 0° tot 90°, met de toevoeging NB (noorderbreedte op het noordelijk halfrond) of ZB (zuiderbreedte op het zuidelijk halfrond). Een gangbaar afternatief is om de noorderbreedte als positief te noteren en de zuiderbreedte als negatief, bijvoorbeeld als de breedtegraad een variabele is in een formule.
Een graad (°) wordt onderverdeeld in 60 minuten ('), een minuut wordt onderverdeeld in 60 seconden ("). Een minuut op een grootcirkel komt overeen met een afstand van een zeemijl of 1852 meter. Een breedtegraad komt overeen met een afstand van gemiddeld ongeveer 111 km (40 000 km/360°).
Een parallel of breedtecirkel is de lijn die alle punten verbindt met dezelfde geografische breedte. Alle parallellen lopen evenwijdig aan elkaar en zijn denkbeeldige horizontale lijnen in oost-westelijke richting over de aardbol. Afgezien van de evenaar zijn dit kleincirkels, waardoor de afstand van een minuut op een breedtecirkel afneemt met toenemende breedte, van een zeemijl op de evenaar tot nul op de polen. Soms wordt een parallel ook "breedtegraad" genoemd, bijvoorbeeld in "52e breedtegraad noord".
De breedtebepaling kan gedaan worden aan de hand van de positie en de beweging van de sterren aan de hemel. De breedte kan op het noordelijk halfrond onder meer worden bepaald aan de hand van de hoogte van de Poolster. In het ideale geval staat de Poolster op de Noordpool in het zenit (op 90°, recht boven de waarnemer) en aan de evenaar aan de horizon (op 0°).

## Coördinaatstelsels

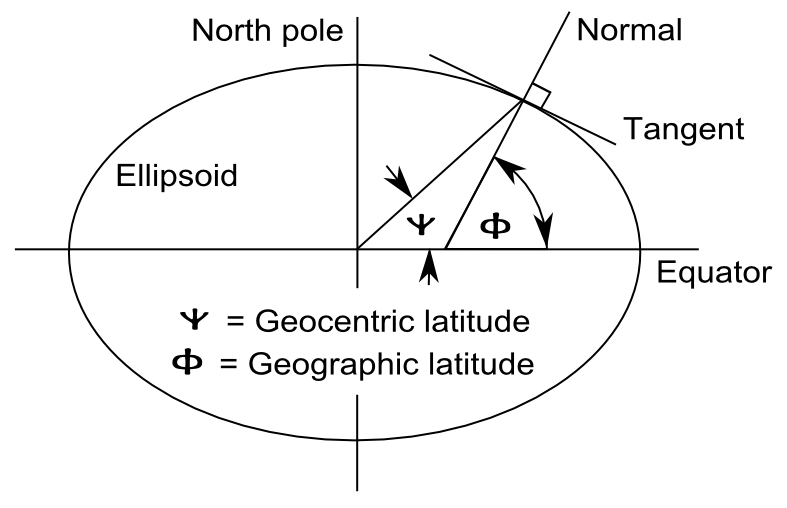
De geografische en geocentrische breedtes.

De geografische en de gereduceerde breedtes.

De vorm van de Aarde wordt beter benaderd door een oblate sferoïde dan door een bol. Er zijn diverse referentie-ellipsoïdes in gebruik om deze vorm zo goed mogelijk te benaderen, afhankelijk van het gebied dat geprojecteerd moet worden. Ten opzichte van de referentie-ellipsoïde kunnen verschillende coördinaatstelsels worden gedefinieerd. Veelal is daarbij de lengtegraad λ gelijk. Verschillende breedtegraden zijn:
- φ, geografische of geodetische breedte;
- γ, geocentrische breedte;
- β, gereduceerde breedte.

In Nederland werd vaak de lengte- en breedtegraad ten opzichte van de ellipsoïde van Bessel, en ook het ED50 referentiesysteem gebruikt. Het WGS84 systeem is meer gangbaar geraakt. De laatste twee referentiesystemen liggen in Nederland en België in het horizontale vlak ongeveer 100 meter verschoven ten opzichte van elkaar.

## Klimaat en dagduur
De breedte van een plek op aarde is van grote invloed op het regionale klimaat en op de dagduur. Hoe verder een plek van de evenaar verwijderd is, hoe lager de zon staat en hoe minder energie per eenheid van oppervlakte op aarde terechtkomt en hoe langer de weg is die de stralen door de atmosfeer moeten afleggen. Ook de variatie in dagduur is groter naarmate men dichter bij de polen komt. Geografisch belangrijke breedtegraden zijn de keerkringen (op 23° 27') en de poolcirkels (op 66° 33'), beide op zowel het noordelijk als het zuidelijk halfrond.

## Astronomische waarnemingen
De breedtegraad van een waarnemer is van invloed op wat er gezien kan worden. Een waarnemer op de Noordpool ziet de Poolster recht boven zich en alle sterren met een declinatie groter dan 0 draaien evenwijdig aan de horizon hieromheen en gaan nooit onder. Alle zichtbare sterren zijn hier circumpolair, sterren van de zuidelijke hemelkoepel zijn nooit zichtbaar.
Een waarnemer op de evenaar ziet de Poolster precies op de noordelijke horizon liggen, en de zuidelijke hemelpool op de zuidelijke horizon. Alle sterren komen in het oosten op en gaan in het westen weer onder.
Voor waarnemers op andere breedtegraden zal een deel van de sterren circumpolair zijn, een deel komt dagelijks op en gaat onder, en een ander deel zal nooit boven de horizon uitkomen.